# NPremium
nPremium war ein polnischer Pay-TV-Sender der ITI-Gruppe, der aktuelle Filme, Serien, Dokumentationen sowie Sportveranstaltungen ausstrahlte. Sendestart war der 15. Dezember 2011, womit der Sender nFilm HD ablöste. Das Programm wird in HDTV ausgestrahlt sowie in 3D.
Am 5. April 2013 wurden die nPremium-Sender eingestellt. Dies hängt mit der Fusion der beiden Satellitenplattformen n und Cyfra+ zu nc+ zusammen, in welcher nur noch die Marke Canal+ bestehen soll. So werden alle Film- und Sportrechte auf die Canal+-Sender übertragen.

## Sender
nPremium bestand aus dem Hauptprogramm nPremium, nPremium 2, nPremium 3 sowie nPremium 4. nPremium zeigte Filme, Serien und Sportveranstaltungen. nPremium 2 sendete das Programm von nPremium zweit Stunden zurückgesetzt. nPremium 3 und nPremium 4 waren die Nachfolgesender von nFilm HD und nFilm HD 2. Zugleich wurden auch Programme in 3D auf den Sendern gezeigt.

## Programm
nPremium hatte Verträge mit 20th Century Fox und Monolith Films unterschrieben, welche erlaubten, deren Filme und Serien zu senden. Zusätzlich hatte der Sender Filmrechte von MGM, DreamWorks, Paramount Pictures und CBS Films. Es wurden auch Dokus vom National Geographic Channel in 3D ausgestrahlt. Neben den Filmrechten zeigten die Sender die UEFA Champions League, die UEFA Europa League sowie die italienische Serie A.

## Empfang
Die Sender konnten bei der polnischen Plattform n über Satellit abonniert werden. Über IPTV wurde der Sender bei Orange Polska verbreitet. Über Kabel wurden die Sender bei einigen größeren sowie kleineren Providern verbreitet.

## Logos

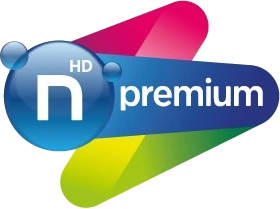
Logo nPremium
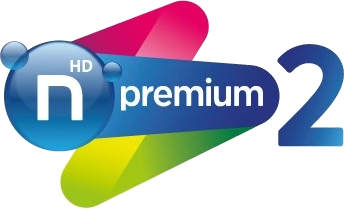
Logo von nPremium 2
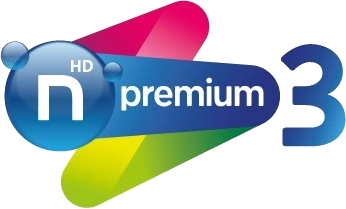
Logo von nPremium 3
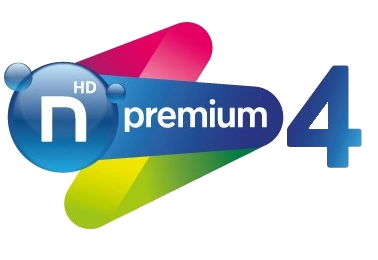
Logo von nPremium 4